# Carl Friedrich Ebers
Carl Friedrich Ebers (Kassel, ducat de Hessen, 25 de març de 1770 - Berlín, 19 de setembre de 1836) fou un director d'orquestra i compositor alemany.
Va pertànyer a la banda de música d'un regiment d'artilleria prussià i ocupà la direcció d'orquestra d'una companyia de còmics ambulants, i després fou compositor de cambra del príncep de Mecklemburg-Schwerin (1797). Casat i divorciat poc temps després, tornà a portar una vida aventurera, sent director d'orquestra a Perth, Magdeburg (1822), i després a Leipzig, quasi sumit en la misèria, passant últimament a Berlín.
Entre les seves obres hi figuren les òperes:
- Bella et Fernando;
- L'ermite de Formentera;
- Des Blumeninsel;
- Der Lichtscompass.

I diverses cançons amb acompanyament de piano, rondós, temes variats, sonates, peces a quatre mans, valses, variacions, simfonies, trios, poloneses, diverses marxes i peces per a diversos instruments i una simfonia.